# プロテシス
プロテシス（prothesis）は、初期キリスト教、およびビザンティン時代の教会堂において、内陣もしくは至聖所の両脇に設けられた、聖物保管室や儀式のための品を保管するために設けられる2対の小室のうちの一つ。ディアコニコンと共にパストフォリアを形成する
但し現代の正教会においては、「プロテシス」という用語自体が使われない、あるいは場所そのものを区別しないことが多い。
- 現代の正教会の聖堂の内部説明であるが、特にプロテシスは書き込まれていない例。
- 現代の正教会の聖堂の内部説明であるが、特にプロテシスは書き込まれていない二つ目の例。